# Justin Westhoff
 Justin Westhoff  (* 1948 in Düsseldorf) ist ein deutscher Medizin- und Wissenschaftsjournalist. Westhoff ist seit 1976 freiberuflich tätig. Er war eine Zeitlang Inhaber der Agentur MWM-Vermittlung in Berlin.

## Leben
Westhoff studierte Politologie und Publizistik in Berlin. 1973 absolvierte er sein Diplom. Er absolvierte mehrere Ausbildungsstationen in verschiedenen Medien. 1974/1975 arbeitete er als „verantwortlicher Mitarbeiter“ in der Presse- und Öffentlichkeitsarbeit eines internationalen Pharmaunternehmens.
Seit 1976 ist er selbstständiger Medizin- und Wissenschaftsjournalist. Er war Mitarbeiter mehrerer großer deutscher Medien, so des Tagesspiegels, der Süddeutschen Zeitung, der Stuttgarter Zeitung, der Zeit, der Woche und etwa Bild der Wissenschaft. Weiterhin arbeitet er für Deutschlandradio Kultur, wo er unter anderem die Sendung 2254 moderierte (bis 16. September 2013), und für den Deutschlandfunk. Außerdem moderiert er zahlreiche Podiumsdiskussionen.

## Veröffentlichungen (Auswahl)
- Pflege-Daheim oder Pflegeheim? (Stern-Ratgeber)
- Ihre Rechte als Kassenpatient (Stern-Ratgeber)
- Das Risiko, geboren zu werden : Chancen und Grenzen der Perinatalmedizin Mit einem Vorwort von Erich Saling. Köln : Kiepenheuer und Witsch 1980, ISBN 3-462-01383-1.
- Kapitulation vor Komplexität? In: E. P. Fischer (Hrsg.): Ist die Wahrheit dem Menschen zumutbar? (= Mannheimer Gespräche.) Piper, München 1992, S. 141–171.

## Preise und Auszeichnungen (Auswahl)
- Theodor-Wolff-Preis 1988
- Wächterpreis der deutschen Tagespresse 1988
- Journalistenpreis der Deutschen AIDS-Stiftung 1987